# Elisabeth von Oertzen
Elisabeth von Oertzen, född 1887, död 1938, var en tysk målare och grafiker.
Hon var 1933–1938 föreståndare för den konstskola som drevs av Verein der Künstlerinnen und Kunstfreundinnen.